# تأطير (رياضيات)
في الرياضيات، تأطير رقم حقيقي أو دالة أو متوالية رقمية هي البيانات، لكل من قيمها، من متباينتين تحددان قيمة أعلى وقيمة أقل. بالنسبة للرقم الحقيقي وحده، يرقى الإطار إلى إعطاء قيمتين تقريبيتين افتراضيًا وبشكل زائد.

## العد وترتيب المقدار
الأطر الأولى التي تظهر في تدريس الرياضيات تتعلق بالأعداد الطبيعية، من خلال تحديد الأعداد الصحيحة السابقة والخليفة ثم من خلال الإطار بين عشرين متتاليين وبشكل أكثر عمومية بين مضاعفات قوة .10.
تستمر هذه المرحلة في تأطير الكسور البسيطة ثم الجذور التربيعية، بين عددين صحيحين متتاليين. تعتمد هذه التمارين بشكل خاص على استخدام الخط المستقيم المتدرج.
يمكن تحديد ترتيب المقدار لرقم حقيقي موجب بصرامة على أنه تأطير بين قوتين من 10.

## تقريب
يمكن كتابة تأطير حقيقي بين عددين صحيحين متتاليين رسميًا باستخدام متباينة مزدوجة باستخدام الجزء الصحيح : {\displaystyle \lfloor x\rfloor \leq x<\lfloor x\rfloor +1} .
يبرر هذا التقريب استخدام الكسور العشرية لتمثيل الأرقام بكفاءة وبدقة واضحة، على سبيل المثال على شاشة الآلة الحاسبة.